# Danh sách đĩa đơn quán quân Hot 100 năm 2016 (Mỹ)
Billboard Hot 100 là bảng xếp hạng các đĩa đơn bán chạy nhất trong một tuần tại thị trường âm nhạc Hoa Kỳ. Các số liệu cho việc xếp hạng được công bố bởi tạp chí Billboard và tổng hợp bởi Nielsen SoundScan, dựa trên doanh số đĩa thường, nhạc số, tần suất phát trên sóng phát thanh và streaming.

## Lịch sử bảng xếp hạng
| Đĩa đơn có thành tích xuất sắc nhất năm 2016 | Chỉ đĩa đơn có thành tích xuất sắc nhất năm 2016 |

| TT   | Ấn bản ngày | Bài hát                   | Nghệ sĩ                             | Chú thích       |
| ---- | ----------- | ------------------------- | ----------------------------------- | --------------- |
| 1048 | 2 tháng 1   | "Hello"                   | Adele                               | [ 1 ] [ 2 ]     |
| 1048 | 9 tháng 1   | "Hello"                   | Adele                               | [ 3 ] [ 4 ]     |
| 1048 | 16 tháng 1  | "Hello"                   | Adele                               | [ 5 ] [ 6 ]     |
| 1049 | 23 tháng 1  | "Sorry"                   | Justin Bieber                       | [ 7 ] [ 8 ]     |
| 1049 | 30 tháng 1  | "Sorry"                   | Justin Bieber                       | [ 9 ] [ 10 ]    |
| 1049 | 6 tháng 2   | "Sorry"                   | Justin Bieber                       | [ 11 ] [ 12 ]   |
| 1050 | 13 tháng 2  | "Love Yourself"           | Justin Bieber                       | [ 13 ] [ 14 ]   |
| 1051 | 20 tháng 2  | "Pillowtalk"              | Zayn                                | [ 15 ] [ 16 ]   |
| lại  | 27 tháng 2  | "Love Yourself"           | Justin Bieber                       | [ 17 ] [ 18 ]   |
| 1052 | 5 tháng 3   | "Work"                    | Rihanna hợp tác với Drake           | [ 19 ] [ 20 ]   |
| 1052 | 12 tháng 3  | "Work"                    | Rihanna hợp tác với Drake           | [ 21 ] [ 22 ]   |
| 1052 | 19 tháng 3  | "Work"                    | Rihanna hợp tác với Drake           | [ 23 ] [ 24 ]   |
| 1052 | 26 tháng 3  | "Work"                    | Rihanna hợp tác với Drake           | [ 25 ] [ 26 ]   |
| 1052 | 2 tháng 4   | "Work"                    | Rihanna hợp tác với Drake           | [ 27 ] [ 28 ]   |
| 1052 | 9 tháng 4   | "Work"                    | Rihanna hợp tác với Drake           | [ 29 ] [ 30 ]   |
| 1052 | 16 tháng 4  | "Work"                    | Rihanna hợp tác với Drake           | [ 31 ] [ 32 ]   |
| 1052 | 23 tháng 4  | "Work"                    | Rihanna hợp tác với Drake           | [ 33 ] [ 34 ]   |
| 1052 | 30 tháng 4  | "Work"                    | Rihanna hợp tác với Drake           | [ 35 ] [ 36 ]   |
| 1053 | 7 tháng 5   | "Panda"                   | Desiigner                           | [ 37 ] [ 38 ]   |
| 1053 | 14 tháng 5  | "Panda"                   | Desiigner                           | [ 39 ] [ 40 ]   |
| 1054 | 21 tháng 5  | "One Dance"               | Drake hợp tác với Wizkid và Kyla    | [ 41 ] [ 42 ]   |
| 1055 | 28 tháng 5  | "Can't Stop the Feeling!" | Justin Timberlake                   | [ 43 ] [ 44 ]   |
| lại  | 4 tháng 6   | "One Dance"               | Drake hợp tác với Wizkid và Kyla    | [ 45 ] [ 46 ]   |
| lại  | 11 tháng 6  | "One Dance"               | Drake hợp tác với Wizkid và Kyla    | [ 47 ] [ 48 ]   |
| lại  | 18 tháng 6  | "One Dance"               | Drake hợp tác với Wizkid và Kyla    | [ 49 ] [ 50 ]   |
| lại  | 25 tháng 6  | "One Dance"               | Drake hợp tác với Wizkid và Kyla    | [ 51 ] [ 52 ]   |
| lại  | 2 tháng 7   | "One Dance"               | Drake hợp tác với Wizkid và Kyla    | [ 53 ] [ 54 ]   |
| lại  | 9 tháng 7   | "One Dance"               | Drake hợp tác với Wizkid và Kyla    | [ 55 ] [ 56 ]   |
| lại  | 16 tháng 7  | "One Dance"               | Drake hợp tác với Wizkid và Kyla    | [ 57 ] [ 58 ]   |
| lại  | 23 tháng 7  | "One Dance"               | Drake hợp tác với Wizkid và Kyla    | [ 59 ] [ 60 ]   |
| lại  | 30 tháng 7  | "One Dance"               | Drake hợp tác với Wizkid và Kyla    | [ 61 ] [ 62 ]   |
| 1056 | 6 tháng 8   | "Cheap Thrills"           | Sia hợp tác với Sean Paul           | [ 63 ] [ 64 ]   |
| 1056 | 13 tháng 8  | "Cheap Thrills"           | Sia hợp tác với Sean Paul           | [ 65 ] [ 66 ]   |
| 1056 | 20 tháng 8  | "Cheap Thrills"           | Sia hợp tác với Sean Paul           | [ 67 ] [ 68 ]   |
| 1056 | 27 tháng 8  | "Cheap Thrills"           | Sia hợp tác với Sean Paul           | [ 69 ] [ 70 ]   |
| 1057 | 3 tháng 9   | "Closer"                  | The Chainsmokers hợp tác với Halsey | [ 71 ] [ 72 ]   |
| 1057 | 10 tháng 9  | "Closer"                  | The Chainsmokers hợp tác với Halsey | [ 73 ] [ 74 ]   |
| 1057 | 17 tháng 9  | "Closer"                  | The Chainsmokers hợp tác với Halsey | [ 75 ] [ 76 ]   |
| 1057 | 24 tháng 9  | "Closer"                  | The Chainsmokers hợp tác với Halsey | [ 77 ] [ 78 ]   |
| 1057 | 1 tháng 10  | "Closer"                  | The Chainsmokers hợp tác với Halsey | [ 79 ] [ 80 ]   |
| 1057 | 8 tháng 10  | "Closer"                  | The Chainsmokers hợp tác với Halsey | [ 81 ] [ 82 ]   |
| 1057 | 15 tháng 10 | "Closer"                  | The Chainsmokers hợp tác với Halsey | [ 83 ] [ 84 ]   |
| 1057 | 22 tháng 10 | "Closer"                  | The Chainsmokers hợp tác với Halsey | [ 85 ] [ 86 ]   |
| 1057 | 29 tháng 10 | "Closer"                  | The Chainsmokers hợp tác với Halsey | [ 87 ] [ 88 ]   |
| 1057 | 5 tháng 11  | "Closer"                  | The Chainsmokers hợp tác với Halsey | [ 89 ] [ 90 ]   |
| 1057 | 12 tháng 11 | "Closer"                  | The Chainsmokers hợp tác với Halsey | [ 91 ] [ 92 ]   |
| 1057 | 19 tháng 11 | "Closer"                  | The Chainsmokers hợp tác với Halsey | [ 93 ] [ 94 ]   |
| 1058 | 26 tháng 11 | "Black Beatles"           | Rae Sremmurd hợp tác với Gucci Mane | [ 95 ] [ 96 ]   |
| 1058 | 3 tháng 12  | "Black Beatles"           | Rae Sremmurd hợp tác với Gucci Mane | [ 97 ] [ 98 ]   |
| 1058 | 10 tháng 12 | "Black Beatles"           | Rae Sremmurd hợp tác với Gucci Mane | [ 99 ] [ 100 ]  |
| 1058 | 17 tháng 12 | "Black Beatles"           | Rae Sremmurd hợp tác với Gucci Mane | [ 101 ] [ 102 ] |
| 1058 | 24 tháng 12 | "Black Beatles"           | Rae Sremmurd hợp tác với Gucci Mane | [ 103 ] [ 104 ] |
| 1058 | 31 tháng 12 | "Black Beatles"           | Rae Sremmurd hợp tác với Gucci Mane | [ 105 ] [ 106 ] |